# Regionalwahl in Kalabrien 2005
Die Regionalwahl in Kalabrien 2005 fand am 3. und 4. April statt; der Regionalrat und der Präsident der Region Kalabrien wurden gleichzeitig gewählt.

## Wahlergebnis
| Kandidaten                                               | Kandidaten           | Stimmen   | %    | Listen                                        | Stimmen   | %    | Mandate |
| -------------------------------------------------------- | -------------------- | --------- | ---- | --------------------------------------------- | --------- | ---- | ------- |
|                                                          | Agazio Loierogewählt | 663.986   | 59,0 | Democratici di Sinistra                       | 168.661   | 15,5 | 7       |
| Democrazia è Libertà – La Margherita                     | Agazio Loierogewählt | 663.986   | 59,0 | 157.932                                       | 14,5      | 7    |         |
| Popolari UDEUR                                           | Agazio Loierogewählt | 663.986   | 59,0 | 94.678                                        | 8,7       | 4    |         |
| Socialisti Democratici Italiani                          | Agazio Loierogewählt | 663.986   | 59,0 | 74.214                                        | 6,8       | 3    |         |
| Partito della Rifondazione Comunista                     | Agazio Loierogewählt | 663.986   | 59,0 | 56.099                                        | 5,2       | 2    |         |
| Progetto per le Calabrie (PdCI - IdV)                    | Agazio Loierogewählt | 663.986   | 59,0 | 45.865                                        | 4,2       | 2    |         |
| Uniti per la Calabria (Patto - Verdi - PSDI)             | Agazio Loierogewählt | 663.986   | 59,0 | 34.208                                        | 3,1       | –    |         |
| Alleanza Popolare - Repubblicani Europei per la Calabria | Agazio Loierogewählt | 663.986   | 59,0 | 26.780                                        | 2,5       | –    |         |
| Lista Consumatori                                        | Agazio Loierogewählt | 663.986   | 59,0 | 1.738                                         | 0,2       | –    |         |
| Mandate der Listengruppe                                 | Agazio Loierogewählt | 663.986   | 59,0 | –                                             | –         | 5    |         |
| ↳ Gesamt                                                 | Agazio Loierogewählt | 663.986   | 59,0 | 660.175                                       | 60,7      | 30   |         |
|                                                          | Sergio Abramo        | 447.243   | 39,7 | Unione dei Democratici Cristiani e di Centro  | 113.052   | 10,4 | 6       |
| Forza Italia                                             | Sergio Abramo        | 447.243   | 39,7 | 108.619                                       | 10,0      | 5    |         |
| Alleanza Nazionale                                       | Sergio Abramo        | 447.243   | 39,7 | 107.981                                       | 9,9       | 5    |         |
| Nuovo PSI                                                | Sergio Abramo        | 447.243   | 39,7 | 58.252                                        | 5,4       | 3    |         |
| Con Abramo (PRI - PLI - Altri)                           | Sergio Abramo        | 447.243   | 39,7 | 27.268                                        | 2,5       | –    |         |
| Movimento Idea Sociale                                   | Sergio Abramo        | 447.243   | 39,7 | 4.285                                         | 0,4       | –    |         |
| Nicht gewählte Direktkandidat                            | Sergio Abramo        | 447.243   | 39,7 | –                                             | –         | 1    |         |
| ↳ Gesamt                                                 | Sergio Abramo        | 447.243   | 39,7 | 419.457                                       | 38,6      | 20   |         |
|                                                          | Fortunato Aloi       | 12.538    | 1,1  | Alternativa Sociale                           | 7.269     | 0,7  | –       |
|                                                          | Giuseppe Bilello     | 2.583     | 0,2  | Ecologisti Democratici - Democrazia Cristiana | 924       | 0,1  | –       |
| Gesamt                                                   | Gesamt               | 1.126.350 | 100  |                                               | 1.087.825 | 100  | 50      |